# Drew Hester
Drew Hester (nacido el 26 de agosto de 1969) es baterista, percusionista y productor de discos, y ganó dos Premios Grammy con Foo Fighters. Ha tocado la batería con Joe Walsh (1999 - 2016) en la batería, Stevie Nicks (2017 - presente) en la batería, Beck (2014) en la batería / percusión, Jewel (2006 - 2007) en la batería, Foo Fighters (2005 - 2014) en la percusión, Chicago (2009 - 2012) en la batería y la percusión, Lisa Marie Presley (2002 - 2006) en la batería, Common Sense (1992 - 2005) en la batería, Taylor Hawkins and the Coattail Riders en la batería y la percusión, y muchos otros .
En 2006, Hester realizó una gira con The Foo Fighters en su gira AFOOSTIC y tocó percusión en su álbum en vivo y DVD Skin and Bones. Hester también produjo el álbum homónimo de 2006 de Taylor Hawkins and the Coattail Riders, y también recibió crédito por mezclar el álbum. Hester también toca en las canciones "It's Ok Now", "End Of The Line", "You Drive Me Insane" (percusión), "Better You Than Me" (palmas y percusión), "Walking Away" (piano) y " Running In Place "(batería).
En 2008, Hester recibió crédito por mezclar y como ingeniero en el sencillo de Foo Fighters "The Pretender", el primero de su álbum Echoes, Silence, Patience & Grace. También se le acredita por tocar la percusión en las canciones "Come Alive", "Let it Die", "Cheer Up, Boys (Your Make Up Is Running)", "Long Road to Ruin" y "Summer's End". En 2008, Foo Fighters ganó dos premios Grammy por Mejor Álbum de Rock y Mejor Interpretación de Hard Rock.
Además, Hester toca la batería en la Iglesia Saddleback en el condado de Orange, California.
En enero de 2009, Hester se unió a Chicago en la batería mientras Tris Imboden estaba en tratamiento médico. Hester tocó la batería en la gira de 2009 Chicago & Earth, Wind and Fire. Después de que Tris regresó al servicio activo, Hester siguió siendo parte de la banda en percusión. En 2012, partió para reunirse con Joe Walsh y el exmiembro de Santana, Walfredo Reyes Jr., asumió ese papel antes de que lo cambiaran a la batería antes de la renuncia de Imboden de la banda a fines de 2018.

Hester respalda los parches de batería Evans.
- Datos: Q5307194